# Røst
Røst je obec a souostroví v kraji Nordland na severu Norska. Rozkládá se asi 100 km západně od města Bodø a 115 km severně od polárního kruhu. Administrativní centrum se nachází na hlavním ostrově Røstlandet v nejjižnější oblasti Lofotského souostroví, kde také žije většina obyvatel. Zde se rovněž nalézá malé letiště. Celé souostroví čítá na 365 ostrovů či ostrůvků.

## Podnebí
Působením teplého Severoatlantského proudu je zdejší klima velmi mírné; letní měsíce jsou chladné, v zimě je teplota okolo bodu mrazu. Větrno je zde takřka neustále, přičemž krajina obydlených ostrovů je v podstatě plochá, s nadmořskou výškou pouhých 11 metrů.

## Doprava
Z místního letiště je rychlé spojení do Bodø. Trajektem pak rovněž do Bodø (asi 4 hodiny) a na sousední souostroví Værøy, na severovýchodě.

## Hospodářství
Největší příjem má Røst z rybolovu a s odvětvími s ním spojenými. Od ledna do dubna probíhá hlavní výlov tresek, jejichž valná část se potom suší a vyváží do zahraničí, především do Itálie.
Kromě toho je zde jeden obchod se smíšeným zbožím, menší hotel a hrstka zařízení restauračního typu.

## Zajímavost
V roce 1432 zde se svými muži ztroskotal Benátčan Pietro Querini, který s sebou nazpět domů přivezl rovněž sušené tresky (angl."stockfish"), jež tímto v Benátském království proslavil. Ty se odsud postupně rozšířily i do kuchyní jiných krajů dnešní Itálie.